# 1096
| 1096               |
| ------------------ |
| Dødsfald - Fødsler |
|                    |

| Gregoriansk kalender | 1096 MXCVI              |
| Ab urbe condita      | 1849                    |
| Armensk kalender     | 545 ԹՎ ՇԽԵ              |
| Kinesiske kalender   | 3792 – 3793 乙亥 – 丙子 |
| Etiopisk kalender    | 1088 – 1089             |
| Jødisk kalender      | 4856 – 4857             |
| Hindukalendere       |                         |
| - Vikram Samvat      | 1151 – 1152             |
| - Shaka Samvat       | 1018 – 1019             |
| - Kali Yuga          | 4197 – 4198             |
| Iransk kalender      | 474 – 475               |
| Islamisk kalender    | 489 – 490               |

Konge i Danmark: Erik Ejegod 1095-1103
Se også 1096 (tal)

## Begivenheder
- 19. november - Peter 1. af Aragonien vinder slaget ved Alcoraz. Det åbner vejen til Huesca, som bliver landets nye hovedstad.
- Biskop Gissur Isleifsson (1082-1118) skænker sin fædrene gård Skálholt til kirken som det første islandske bispesæde. Han får også indført tiendebetaling i Island.
- Hertugdømmet Geldern etableres.
- Fyrstbispedømmet Liège udvides med hertugdømmet Boullion.
- Komierne begynder at betalte skat til Novgorod.
- 1. korstog drager ud fra Vesteuropa.

## Født
- Stefan af Blois, konge af England (død 1154)
- (cirka) Knud Lavard, dansk kongesøn (død 1131)
- (cirka) Hugo af Saint-Victor, filosof (død 1141)